# Häxprocessen i Vendel
Häxprocessen i Vendel ägde rum i Vendels socken i Uppland mellan april 1675 och augusti 1676 under det stora oväsendet. Sex personer åtalades och två avrättades. Det var den allvarligaste häxprocessen i Uppland, och tillhörde de sista avrättningarna under det stora oväsendets. 

## Bakgrund
Den 28 april 1675 noterade professor Martin Brunnerus att kyrkoherden i Tierp, magister Johannes Iheringius, berättat för honom om hur prosten i Vendel, magister Jonas Edhelius, »tillstadt att omkringföra i socknarna en visgosse att utvisa trollpackor». Den 5 maj beskrev professor Olof Rudbeck den äldre för sin svåger Stiernhöök i Tierp »om det stora buller, som är anstiftadt där i församlingen» av prosten Edhelius i Vendel, som hade anlitat några omkringdrivande visgossar att »gå omkring mangrannt, att utleta trollpackor, hvaraf ett stort oväsende och vedervillia uppkommer mellan folket».

## Åtal
De misstänkta förhördes och sattes i förvar hos befallningsmannen eller fogden. Den 13 juli 1675 hölls en rannsakning av befallningsmannen Albr. Stare. Föräldrar framlade klagomål över att deras barn fördes till Blåkulla. Fyra "hustrur" anklagades, förhördes och nekade. De tycks inte ha pressats ytterligare. Målet drevs främst mot de två främsta misstänkta: den omkring 80-årig gamla Malin Eriksdotter, och hennes omkring 45-åriga dotter Maria Nilsdotter, kända under namnen Slinke-Malin och Slinke-Maria och båda beryktade för trolldom. 
Maria avlade först sin bekännelse. Hon uppgav att hon av modern blivit förd till Blåkulla redan i barndomen, och själv ridit i 30 år. Hon beskrev Blåkulla enligt kända riktlinjer och bekände att hon haft samlag med Djävulen och fått barn med honom. Hon tillade att hon haft bäror, med vilka hon stulit grannarnas säd, mjölk och annat. 
Hennes bekännelse gjorde att rätten uppmanade även Malin att bekänna, vilket hon gjorde. Hon uppgav att hon då hon var piga hos sin morbror i Högby i Bälinge socken hade bortförts av en gammal kvinna i Fansta, och bekände att hon haft »beblandelse med den
onde och oftast barn med honom, huru många kunde hon icke minnas». Hon uppgav att hon fått ett barn med en demon, att hon "gått med
barnet så länge som en katta och att det sett ut som en kattunge". 
Malin och Maria angav flera kvinnor i socknen som medbrottslingar. Rätten vidtog dock inga åtgärder mot de angivna, eftersom de »icke äre så ryktbara, ej heller kunnigt, om de några barn föra». De utpekades äkta män klagade inför rätten, som förklarade att vidare beskyllningar mot de utpekade skulle straffas med böter på 40 marker.
Malin och Marias mål hänsköts sedan till hovrätten och den trolldomskommission för Uppland som väntades bildas i Uppsala. 

## Dom i Uppsala
Den 3 juni 1676 bildades Uppsalakommissionen (1676—1677) under ledning av häradshövdingen Andreas Stiernhöök. 
Uppsalakommissionens arbete i Uppland är bara fragmentariskt bevarat, men 27 augusti beskriver Stiernhöök dess arbete för Stockholm. Malin och Maria och ett antal andra åtalade vars mål hänskjutits från den uppländska landsbygden satt alla fängslade på Uppsala slott. De förhördes även på Uppsala slott. 
Malin erkände första efter flera dagar eftersom hon tyckte att det var »så snöpligit att hon brukat sådant». Hon bekräftade sedan tidigare erkännande, och lade nu till att hon även bortfört fogdens barn. Stiernhöök noterade att Malins och Marias bekännelser överensstämde med barnens. 
Malin angav nu vidare en hustru i Långrede av Vendels socken som en »fullkomlig trollkäring och nu så kloker att hon sätter en annan i liknelse för sig». Hon förklarade att orsaken till hur barnen kunde föras genom nyckelhål var att »barnen när de föras, intet äro så stora som nu utan små andar ty om de vore då så stora som eljest, huru kunde de då komma igenom små hål?» 

## Avrättning och efterspel
På grund av den bekännelse, som de "god- och frivilligt samt med ett ångerfullt och efter utvärtes anseende rätt omvänt hjärta" gjort inför kommissionen i Uppsala, dömdes Malin och Maria »att afhuggas och sedan att nedergräfvas» istället för att brännas levande. Ifråga om de övriga fallen från uppländska landsbygden som rapporterats in till Uppsala, ansågs ingen vara allvarlig nog att leda till avrättning. 
Stiernhöök uppgav 27 augusti 1676 att han då var på väg till Vendel, där Malin och Maria skulle avrättas. Avrättningarna ägde rum vid ungefär samma tidpunkt som häxprocessen i Katarina i Stockholm upplöstes, vilket avslutade hela det stora oväsendets häxjakt i Sverige.
De dömda i Vendel
1. Malin Eriksdotter "Slinke-Malin", 80 år
2. Maria Nilsdotter "Slinke-Maria", 45 år, Malins dotter